# Gante-Wevelgem de 2012
A 74.ª edição da Gante-Wevelgem disputou-se a 25 de março de 2012, sobre um traçado de 235 km. O percurso incluiu 11 cotas (8 diferentes).
A corrida pertenceu ao UCI WorldTour de 2012.
Participaram 25 equipas (os mesmos que na E3 Prijs Vlaanderen-Harelbeke 2012). Formando assim um pelotão de 195 ciclistas de 8 corredores a cada equipa (excepto o Astana, Euskaltel-Euskadi, Lampre-ISD, Cofidis, le Crédit en Ligne e Project 1t4i que sairão com 7), dos que acabaram 158; com 157 classificados depois das desclassificação de Alex Rasmussen (seu posto, o 134.º, ficou vaga) por saltar-se vários controles antidopagem durante a temporada.
O ganhador final foi, pelo segundo ano consecutivo, Tom Boonen depois de ganhar ao sprint num reduzido grupo atacante a Peter Sagan e Matti Breschel, respectivamente.

## Classificação final
| Posição | Ciclista             | Equipa                    | Tempo      |
| ------- | -------------------- | ------------------------- | ---------- |
| 1.      | Tom Boonen           | Omega Pharma-Quick Step   | 5h 32' 44" |
| 2.      | Peter Sagan          | Liquigas-Cannondale       | m.t.       |
| 3.      | Matti Breschel       | Rabobank                  | m.t.       |
| 4.      | Óscar Freire         | Katusha                   | m.t.       |
| 5.      | Edvald Boasson Hagen | Sky                       | m.t.       |
| 6.      | Daniele Bennati      | RadioShack-Nissan         | m.t.       |
| 7.      | Marco Marcato        | Vacansoleil-DCM           | m.t.       |
| 8.      | Steve Chainel        | FDJ-Big Mat               | m.t.       |
| 9.      | Filippo Pozzato      | Farnese Vini-Selle Italia | m.t.       |
| 10.     | Giovanni Visconti    | Movistar                  | m.t.       |